# みやたけし
みや たけし（1959年1月10日 - ）は、日本の漫画家。香川県琴平町出身。血液型B型。
1978年、第15回手塚賞準入選（『マラソンハっちゃん』）。
代表作に『風のフィールド』など。

## 作品リスト
- Go☆シュート（1979年 - 1980年、『週刊少年ジャンプ』、集英社）
- ブンの青シュン!（1980年 - 1981年、『週刊少年ジャンプ』）
- ミルク捜査日記（1983年 - 1984年、『月刊少年ジャンプ』、集英社）
- 夏の球児たち（『月刊少年ジャンプ』、集英社）
- はしれ走（『週刊少年サンデー』、小学館）
- リガーサイド物語（『少年サンデー真夏の増刊号』1982年8月号、小学館）
- はるかなビシ（『週刊少年サンデー』）
- ストライカー列伝（1984年 - 1985年、『増刊少年サンデー』、小学館）
- わがまま空イブ（『週刊少年チャンピオン』、秋田書店、1986年22号 - 1986年33号）
- 風のフィールド（『週刊少年チャンピオン』1986年45号 - 1989年48号）
- めざせ一等賞（『週刊少年チャンピオン』1990年1号 - 1992年49号）
- よろしくミスキック（『月刊少年チャンピオン』1993年5月号 - 1993年）
- Shuji-修二-（『週刊少年チャンピオン』1993年7号 - 1993年51号）
- 小料理屋みな子（原案：南たかゆき、『週刊漫画TIMES』、芳文社、 - 2012年11/2号）